# Henry George

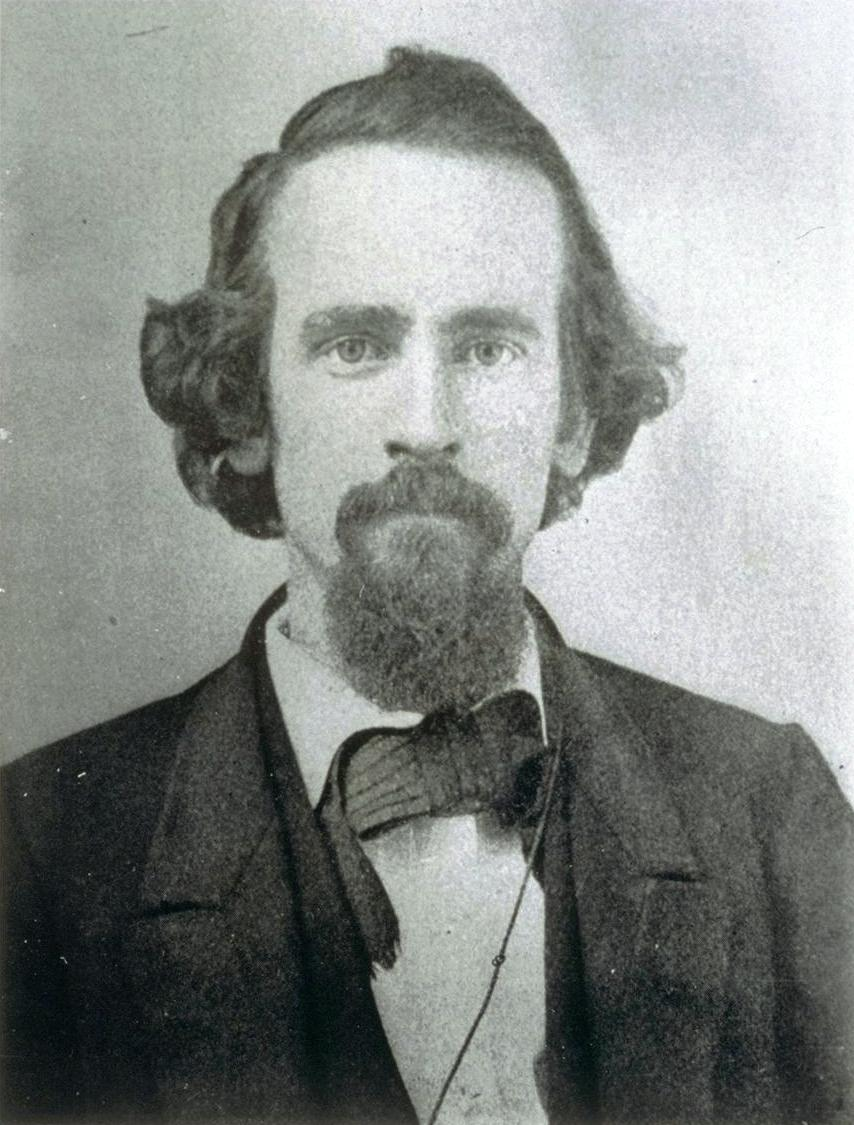
Henry George en 1865

Henry George (Filadelfia, 2 de septiembre de 1839-Nueva York, 29 de octubre de 1897) fue un economista estadounidense y el representante más influyente del los defensores del Single Tax (impuesto único o impuesto simple) sobre el suelo. Inspiró la filosofía y la ideología económica conocida como Georgismo, que sostiene que cada uno posee lo que crea, pero que todo lo que se encuentra en la naturaleza, y como más importante el suelo o la tierra, pertenece igualmente a toda la humanidad. Autor del libro Progress and Poverty (Progreso y Pobreza), escrito en 1879.

## Resumen biográfico
Nacido en Filadelfia, Pensilvania en una familia de clase media-baja, fue el segundo de los diez hijos de Richard S. H. George y Catharine Pratt (Vallance) George. Su educación reglada terminó cuando tenía 14 años y, con 15 años se enroló como grumete en el Hindoo, que realizaba la travesía a Melbourne y Calcuta. Volvió a Filadelfia después de 14 meses embarcado y se colocó como aprendiz de cajista antes de establecerse en California.

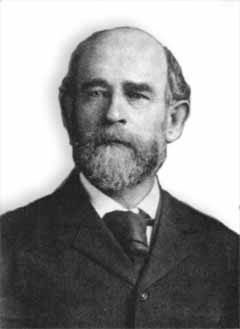
Henry George en 1897

Después de un intento fallido en la minería del oro, empezó a progresar en la industria de la prensa en 1865, empezando como impresor, siguiendo como periodista y acabando como editor y propietario. Trabajó para diversos periódicos, incluidos cuatro años (1871-1875) como editor y propietario del San Francisco Daily Evening Post.
En California, se enamoró de Annie Corsina Fox, una muchacha australiana de 18 años, huérfana y que vivía con su tío. El tío, un hombre próspero y de fuerte carácter, se opuso, razonablemente, a su pretendiente sin fortuna. Pero la pareja, desafiándolo, se fugaron y casaron a finales de 1861, con Henry vestido con un traje alquilado y Annie aportando solo un paquete de libros. El 3 de noviembre de 1862 Annie dio a luz al futuro Representante de los Estados por Nueva York, Henry George, Jr. (1862-1916). Al principio, con dos hijos ya nacidos en 1865, la familia estuvo a punto de morir de hambre, pero la creciente reputación de George en la industria periodística los liberaron de la pobreza.
George inicialmente era del Partido Republicano de Lincoln, pero después fue del Partido Demócrata, perdiendo una vez la elección a la Asamblea del Estado de California. Fue un crítico implacable de los intereses de los ferrocarriles y la minería, de los políticos corruptos, especuladores del suelo y de los contratistas laborales.
Un día de 1871, yendo a una carrera de caballos, se detuvo a descansar mientras contemplaba la bahía de San Francisco. Posteriormente, escribió la siguiente revelación :

Le pregunté a un transportista que pasaba, para entablar conversación, a qué precio se pagaban allí las tierras. Señaló a algunas vacas pastando tan lejos que parecían ratones, y dijo: «No lo sé exactamente, pero hay un hombre allí que vende algunas tierras a mil dólares el acre». Como un destello descubrí que esa era la razón del incremento de la pobreza ligado al incremento de la riqueza. Con el crecimiento de la población, las tierras crecen en valor, y los trabajadores deben pagar más por el privilegio.

Además, en una visita a la ciudad de Nueva York, le llamó la atención de paradoja aparente en que los pobres de esa ciudad ya consolidada lo pasaran mucho peor que los pobres de la menos desarrollada California. Estas observaciones le proporcionaron el tema y título para su libro Progress and Poverty (Progreso y miseria), de 1879, que constituyó un enorme éxito, vendiéndose más de 3 millones de ejemplares. En él, George desarrolla en argumento de que una parte significativa de la riqueza creada por los avances sociales y tecnológicos en una economía de  mercado libre es capturada por propietarios de tierras y monopolistas vía la renta económica, y que esta concentración de riqueza no ganada es la causa en la que radica la  pobreza. George consideró una gran injusticia que el beneficio privado estuviera generado restringiendo el acceso a los recursos naturales, mientras que la actividad productiva estaba gravada con pesados impuestos, mantuvo que tal sistema era el equivalente a la esclavitud –un concepto de alguna manera parecido a la esclavitud del salario. La apropiación de derechos sobre el petróleo por los magnates de los países ricos en petróleo debía contemplarse como una forma de actividad equivalente a la búsqueda de rendimientos: puesto que los recursos naturales son dados gratuitamente por la Naturaleza, en lugar de ser productos del trabajo humano o empresarial, no se debería permitir que ningún individuo estuviera autorizado a obtener rendimientos no ganados mediante el monopolio de su comercio. Lo mismo se mantenía como cierto con relación a cualquier otro recurso mineral o biológico.
George estaba en posición para descubrir este patrón, al haber experimentado él mismo la pobreza, habiendo conocido muchas sociedades diferentes en sus viajes, y habiendo vivido en California en la época de su rápido crecimiento. En especial, observó que la construcción de los ferrocarriles en California impulsó al alza el valor de las tierras y de las rentas tan rápido o más como lo hacía el crecimiento de los salarios.

## Propuestas políticas

Science of political economy, 1898

### Monopolios
George postuló la imposición, regulación o propiedad estatal de los monopolios naturales. Dio su apoyo a un servicio gestionado por el estado de telegrafía y al control municipal del suministro de aguas. Para los ferrocarriles fue más flexible, sugiriendo en ocasiones que el material rodante podía ser gestionado privadamente, mientras que las vías debían ser de propiedad estatal. Fue altamente crítico con los monopolios autorizados por el estado y postuló que siempre que fuese posible fueran desmontados, por ejemplo sustituyendo los permisos con iniciativas respaldadas por el gobierno para la invención e investigación científica.

### Inmigración china
Algunos de los artículos iniciales de George que le hicieron ganar fama estuvieron relacionados con su opinión de que la inmigración china debía ser restringida. A pesar de que creía que podía haber situaciones en las que la restricción de la inmigración ya no sería necesaria y de que admitió que su primer análisis del tema de la inmigración había sido "crudo", defendió muchas de estas posiciones durante toda su vida  En especial argumentó que al aceptar los inmigrantes salarios más bajos provocaban el efecto indeseado de forzar a la baja general de todos los salarios. No obstante, reconoció que los salarios solo podían bajar tan bajo como la alternativa imperante para el trabajo autónomo. Por tanto, su posición en inmigración (al menos, al final de su vida) debe ser contemplada en el contexto de todos estos aspectos generales del mercado del trabajo, y el acceso del trabajo a las oportunidades naturales.

### El impuesto único sobre las tierras

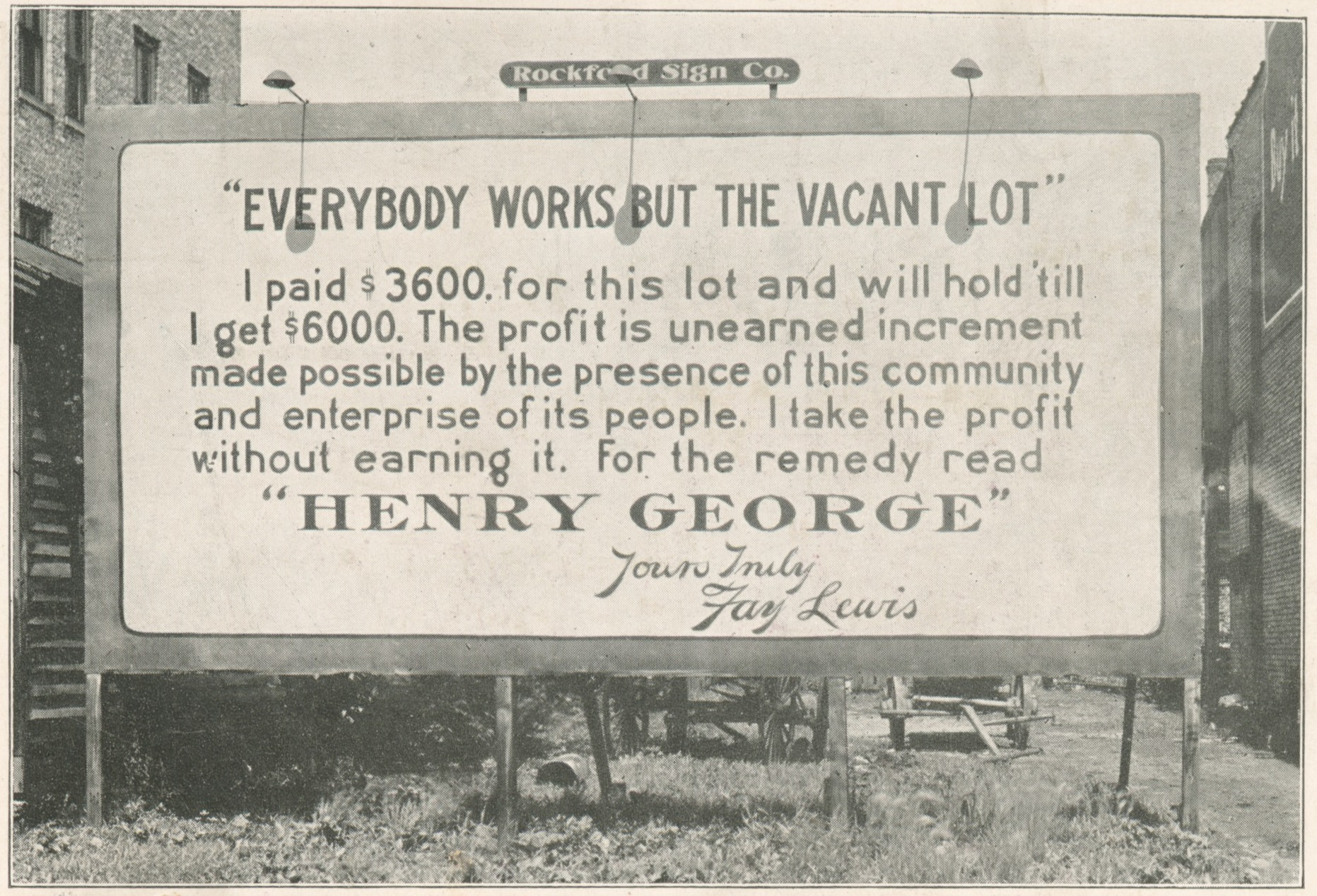

Henry George es principalmente conocido por su argumento de que la renta económica de las tierras debía ser participada por la sociedad en lugar de caer en manos privadas. La declaración más clara de este punto de vista se encuentra en Progress and Poverty: "Debemos hacer que las tierras sean propiedad común." A pesar de que esto podía hacerse mediante la nacionalización de las tierras y su posterior arrendamiento, George prefería el gravamen impositivo del valor de la tierra no mejorada, en parte debido a que esto sería menos radical y objeto de controversias en un país en el que los títulos habían sido ya concedidos a los particulares. Con este "impuesto simple" el Estado podía evitar el tener que gravar otros tipos de riqueza o transacción. Al introducir un elevado impuesto se provoca que el valor de los títulos de propiedad caigan consecuentemente, pero George no tomaba ningún compromiso sobre la idea de compensación a los propietarios de las tierras, considerando el tema como un paralelo a un debate previo acerca de la compensación a los anteriores propietarios de esclavos.
Economistas modernos como el ganador del premio Nobel en 1976 Milton Friedman están de acuerdo en que el impuesto sobre las tierras de Henry George es potencialmente beneficioso porque, a diferencia de otros impuestos, el impuesto sobre las tierras no impone una carga excesiva en la economía y, de este modo, estimula un crecimiento económico más rápido. Los medioambientalistas modernos se han hecho eco de la idea de la tierra como la propiedad común de la humanidad – y algunos han respaldado la idea de la reforma fiscal ecológica, incluyendo impuestos sustanciales o tasas sobre la  polución como sustitutiva de la regulación de  "dirección y control".

### Comercio Libre
Por encima de todo, George deseaba un mercado libre sin trabas y un programa social significativo, hechos posibles por un impuesto económicamente eficiente sobre el valor del suelo y la abolición de todas las demás tasas, de modo que es natural que se opusiera a los aranceles, los cuales eran en aquel momento la mayor herramienta de la política comercial proteccionista y una importante fuente de ingresos –cuando el impuesto federal sobre la renta aún no había sido introducido. Más tarde, durante su vida, el comercio libre llegó a ser un tema principal en la política federal en un modo que nunca lo hizo el impuesto sobre las tierras, y su libro Protection or Free Trade (Protección o Comercio Libre) fue estudiado dentro de los registros congresuales por cinco congresistas demócratas. George creía que el gobierno tenía la responsabilidad de asegurar la libertad, mediante la promulgación de leyes que garantizaran los derechos humanos fundamentales. Por tanto, la eliminación de los aranceles era, según él, solo el primer paso hacia lo que él llamaba "auténtico comercio libre." Para alcanzarlo, la sociedad debía eliminar el monopolio fundamental de la propiedad privada de tierras, una quiebra sistémica del mercado que inhibe el comercio en muchos niveles.[cita requerida]

### Votaciones secretas
George fue uno de los primeros, firmes y más prominentes postuladores para la adopción del sufragio secreto (Votación australiana) en los Estados Unidos.

## Carrera política
En 1880, cuando ya era un escritor y orador popular, George se trasladó a la ciudad de Nueva York, llegando a aliarse estrechamente con la comunidad nacionalista irlandesa  a pesar de sus ancestros ingleses. Desde allí realizó viajes para pronunciar conferencias en lugares tales como Irlanda y Escocia, donde la tierra era (y todavía es) un tema político de importancia.
En 1886 George se presentó para la alcaldía de la ciudad de Nueva York por el United Labor Party (Partido Unido del Trabajo), el ala de corta vida política del sindicato Central Labor Union. Resultó segundo, por delante del candidato republicano Theodore Roosevelt. La contienda fue ganada por el candidato de Tammany Hall Abram Stevens Hewitt, lo que muchos de los partidarios de George creyeron que era un fraude.
La Santa Sede, por instigación del arzobispo de Nueva York Michael A. Corrigan y de otros eclesiásticos católicos conservadores, estudió la posibilidad de poner en el Index librorum prohibitorum las obras de George. La mediación, en febrero de 1887, del cardenal James Gibbons ante el enviado de Roma Giovanni Simeoni —prefecto de la Congregación de Propaganda Fide— aconsejando la no inclusión de las mismas en el Índice evitó finalmente la condena papal de sus escritos.
En las elecciones de 1887 para el estado de Nueva York, George alcanzó un distante tercer puesto en la candidatura para la Secretaría del Estado. El United Labor Party se debilitó rápidamente debido a divisiones internas: la dirección era básicamente georgista pero, como una parte del trabajo organizado, también incluía algunos miembros marxistas que no hacían distinción entre tierra y capital, muchos miembros católicos que se desanimaron por la excomunión del padre Edward McGlynn, y muchos que no estaban de acuerdo con la política de George de libre comercio.
En contra de la opinión de sus doctores, George se presentó de nuevo para alcalde en 1897, esta vez como independiente por el Partido Demócrata (Estados Unidos). Murió de un infarto cuatro días antes de las elecciones. Se calcula que a su funeral asistieron 100 000 personas.

## Influencia subsiguiente
En el Reino Unido en 1909, el Gobierno Liberal del momento intentó implementar sus ideas como parte de su presupuesto popular. Esto provocó una crisis que llevó indirectamente a la reforma de la Cámara de los Lores. Las ideas de George también fueron tomadas en consideración en algún grado en Australia, Hong Kong, Singapur, Unión Sudafricana, Corea del Sur, y Taiwán. En estos países, los gobiernos todavía mantienen alguna forma de impuesto sobre el valor de las tierras, aunque con exenciones.
Hong Kong es quizás el mejor ejemplo de implementación exitosa de un elevado impuesto sobre el valor de las tierras. El gobierno de Hong Kong genera más del 35% de sus ingresos a través del impuesto sobre el suelo y mantiene sus otros impuestos a tipos bajos. En Andalucía, durante el primer tercio del siglo XX, crecieron las tesis georgistas en ambientes propicios a un reparto de la tierra para los campesinos y jornaleros.
A pesar de que ambos defendieron los derechos de los trabajadores, Henry George y Karl Marx eran antagonistas. Marx veía la plataforma del Impuesto Único como un paso atrás para la transición al comunismo. Por su parte,  Henry George predijo que si se ponían en práctica las ideas de Marx el resultado probable sería una dictadura.
La popularidad de Henry George declinó gradualmente en el siglo XX, y actualmente es poco conocido. No obstante, todavía hay muchas organizaciones georgistas. Muchos personajes que siguen siendo famosos estuvieron muy influenciados por él. Por ejemplo, George Bernard Shaw, Leo Tolstoy, Sun Yat Sen, Herbert Simon, y David Lloyd George. Una seguidora de George, Lizzie Magie, creó en 1904 un juego de mesa llamado “El juego del Señor de la tierra” para demostrar sus teorías. Después de posteriores modificaciones el juego dio lugar al Monopoly.
También es notable el Freiwirtschaft de Silvio Gesell, en el cual Gesell combinó las ideas de Henry George acerca de la propiedad de la tierra y las rentas con su propia teoría acerca del sistema monetario y los tipos de interés y su consecuente desarrollo en el Freigeld.
En su último libro, Martin Luther King aludió a Henry George en apoyo de unos ingresos mínimos garantizados. La influencia de George se extiende ampliamente por todo el espectro político. Significados progresistas como el defensor de los derechos del consumidor y candidato a la presidencia de los Estados Unidos Ralph Nader, y el congresista Dennis Kucinich han hablado positivamente acerca de George en las plataformas de campaña y discursos. Sus ideas también han recibido las alabanzas de los periodistas conservadores  William F. Buckley Jr. y Frank Chodorov, así como economistas y defensores del libre mercado tales como Milton Friedman, Fred E. Foldvary y Stephen Moore. El político libertario y comentarista social Albert Jay Nock fue también un admirador declarado, y escribió extensamente sobre la economía georgista y su filosofía social.
Mason Gaffney, un economista americano y uno de los mayores críticos de la Economía Neoclásica desde un punto de vista georgista, discutió que la economía neoclásica fue diseñada y promovida por terratenientes y sus economistas contratados, para distraer la atención de la extremadamente popular visión de George de que, puesto que la tierra y los recursos proporcionados por la naturaleza y su valor son asignados por la sociedad, ellos – más que el trabajo o el capital – deberían constituir la base de impuestos para establecer el gobierno y sus procedimientos.
La Fundación Henry George de América una fundación sin ánimo de lucro, fue constituida en 1926 por algunos de los más destacados dirigentes del Partido Demócrata progresista en Pittsburgh, Pensilvania: el alcalde de Pittsburgh Scully y McNair, el consejero de la ciudad Percy Williams, el senador del estado y presidente demócrata del condado de Allegheny Bernard B. McGinnis, y el consejero George Evans. Su oficina nacional está ubicada en Filadelfia, donde nació Henry George.
El Centro para el Estudio de Economía, una fundación educativa sin ánimo de lucro, se constituyó en 1980 como organización hermana de la Fundación Henry George de América. Su misión es investigar las imposición sobre el valor del suelo, ayudar a los gobiernos en su implementación y estudiar los efectos de la imposición basada en el valor del suelo cuando se use. Sugiere su implementación cuando lo considera apropiado pero no apoya candidatos políticos ni se involucra en procesos electorales. El centro también localiza y distribuye artículos, estudios y monografías sobre el tema de la imposición basada en el valor de las tierras.
La Fundación Henry George de América y el Centro para el Estudio de Economía jugó papeles instrumentales en la ayuda a cerca de 20 ciudades de Pensilvania para transformar sus impuestos locales sobre la propiedad en una fuente de ingresos que incrementa la imposición sobre el valor de la tierra y lo disminuye sobre su mejora. Como piloto para un Proyecto de Imposición sobre el Valor de la Tierra para Norteamérica, estas organizaciones han creado el Proyecto del Impuesto sobre el valor de la tierra de Maryland como medio que permita a los ciudadanos, cargos electos y analistas políticos estimar los efectos netos del cambio del impuesto sobre la propiedad de una implementación progresiva del impuesto sobre el valor del suelo de Henry George.
La Fundación Robert Schalkenbach, también publica copias de los trabajos de George sobre reforma económica y patrocina la investigación académica dentro de su política de propuestas.

## La teoría del interés de George
George desarrolló lo que el veía como una característica crucial de su propia teoría económica en una crítica de un ejemplo utilizado por Frédéric Bastiat a fin de explicar la naturaleza del interés y del beneficio.
Bastiat había pedido a sus lectores que tomaran como ejemplo a James y William, ambos carpinteros. James se había construido él mismo un cepillo de carpintero, y se lo prestó a William durante un año. ¿Estaría satisfecho con la devolución de un cepillo igualmente bueno un año después? ¡Desde luego que no! El esperaría un tablero con él, a modo de interés. La clave para una teoría del interés es comprender el por qué. Bastiat decía que James había dado a William durante todo el año "el poder, inherente al instrumento, de incrementar la productividad de su trabajo," y quería una compensación por tal incremento de productividad.
George no aceptaba esta explicación y escribió: "Me inclino a creer que si toda la riqueza estuviera formada por cosas tales como cepillos, y toda la producción fuera como la de los carpinteros – es decir, si la riqueza no fuera más que la materia inerte del universo, y la producción de elaborar esta materia en diferentes formas, ese interés no sería sino el robo de la industria, y no tendría derecho a existir." Pero alguna de esta riqueza es fructífera inherentemente, como un par de ganado de cría, o un barril de mosto dispuesto a fermentar y convertirse en vino. Los cepillos y otros tipos de materiales inertes (y el más prestado de todos ellos – el propio dinero) ganan intereses indirectamente, al formar parte del mismo "círculo de intercambio" con formas fructíferas de riqueza tales como aquellas, de forma que ligarlas estas formas de riqueza al tiempo en ocasiones se incurre en un coste de oportunidad.
La teoría de George levantó su parte de críticas. El economista de la Escuela austríaca Eugen von Böhm-Bawerk, por ejemplo, expresó un juicio negativo en la discusión de George sobre el cepillo de carpintero:
En primer lugar, es imposible mantener la distinción de las ramas de producción en dos clases, en una de las cuales las fuerzas vitales de la naturaleza se suponen que constituyen un elemento especial que funciona emparejado con el trabajo, y otra en la cual esto no es cierto.. [...] Las ciencias naturales nos ha demostrado desde hace mucho tiempo que la cooperación de la naturaleza es universal. [...] Los movimientos musculares de la persona que utiliza el cepillo serían de poca utilidad, si no tuviera la asistencia de las fuerzas naturales y propiedades del cepillo de hierro.
Posteriormente, George reconoció que el papel del tiempo en la producción es omnipresente. En    "La ciencia de la Economía Política", escribió:
[I] Si voy a un constructor y le digo: "¿En cuánto tiempo y a qué precio puede construirme tal y tal casa?" él puede, tras pensárselo, decir un plazo, y un precio basado en ello. Esta especificación del tiempo es esencial.... Esto lo podría identificar rápidamente, no discutiendo el precio, pero pidiéndolo que acorte el plazo considerablemente.... Podría conseguir que, de algún modo, acortara el plazo... ; pero solo a cambio de un gran incremento en el precio, hasta alcanzar un punto final en el que no aceptase construir la casa en menos tiempo sin importar a qué precio. Diría que [simplemente la casa no puede ser construida más rápido]....
La importancia ... de este principio de que toda la producción de riqueza requiere tiempo así como trabajo la veremos después; pero el principio de que el tiempo es un elemento necesario en toda producción lo debemos tener en cuenta desde el inicio.
Otra respuesta inspirada vino del biólogo británico T.H. Huxley en su artículo "Capital – la Madre del Trabajo," publicado en 1890 en el diario The Nineteenth Century.  Huxley utilizó los principios de la ciencia de la energía para socavar la teoría de George, argumentando que, hablando en términos de energía, el trabajo es improductivo.
El énfasis inicial de George sobre las "fuerzas productivas de la naturaleza" está ahora descartado incluso por autores de otro modo georgistas; sin embargo, su teoría del interés basado en el tiempo, generalmente es considerado como una mejora sustancial sobre las teorías de Bastiat y David Ricardo.
De acuerdo con Oscar B. Johannsen, "Puesto que la auténtica base del concepto austriaco del valor es subjetivo, es aparente que la comprensión del valor por George es paralelo a ellos. No obstante, él no comprendió o apreció la importancia de la utilidad marginal, un concepto del cual Menger fue uno de sus originales proponentes."

### en inglés
- The Henry George Foundation (United Kingdom)
- The Life of Henry George, by Henry George Jr, 1904 Archivado el 21 de enero de 2013 en Wayback Machine.
- The Henry George Foundation of America
- Henry George Papers, New York Public Library
- Biography of Henry George. Library of Economics and Liberty (Econlib)
- Progress and Poverty, by Henry George, complete, free, definitive edition (1912, first published 1879), Library of Economics and Liberty (Econlib)
- Protection or Free Trade, by Henry George, complete, free, definitive edition (1905, first published 1886), Library of Economics and Liberty (Econlib)
- The Center for the Study of Economics
- The Maryland Land Value Tax Project
- The New Jersey Land Value Tax Project
- The New York Land Value Tax Project
- The Indiana Land Value Tax Project
- The Henry George Institute - Understanding Economics
- The Henry George School, founded 1932.
- Robert S. Schalkenbach Foundation
- Online Works of Henry George
- Wealth and Want Archivado el 8 de marzo de 2018 en Wayback Machine.
- Prosper Australia
- A Henry George Primer from Dollars & Sense
- The Complete Works of Henry George Archivado el 11 de septiembre de 2006 en Wayback Machine.. Publisher: New York, Doubleday, Page & company, 1904. Description: 10 v. fronts (v. 1-9) ports. 21 cm.. (searchable facsimile at the University of Georgia Libraries; DjVu & layered PDF Archivado el 14 de junio de 2010 en Wayback Machine. format)
- The Crime of Poverty by Henry George
- Georgism - A Review  Some mildly critical private commentary

### en español
- Grandes economistas:Henry George.
- Archivado el 18 de diciembre de 2008 en Wayback Machine. Instituto Henry George: Comprender la economía.
- Henry George y el georgismo.
- Biografía de Henry George.
- Frases de Henry George
- (enlace roto disponible en Internet Archive; véase el historial, la primera versión y la última). Henry George y el georgismo.
- Centro Educativo Internacional Henry George (Managua, Nicaragua)
- Portal georgista, geoismo.com

- Wikimedia Commons alberga una galería multimedia sobre Henry George.

- Datos: Q355245
- Multimedia: Henry George / Q355245
- Citas célebres: Henry George